# Słoweńscy posłowie do Parlamentu Europejskiego 2019–2024
Słoweńscy posłowie IX kadencji do Parlamentu Europejskiego zostali wybrani w wyborach przeprowadzonych 26 maja 2019, w których wyłoniono 8 deputowanych.

## Posłowie według list wyborczych
Słoweńska Partia Demokratyczna i Słoweńska Partia Ludowa
- Franc Bogovič (SLS)
- Romana Tomc (SDS)
- Milan Zver (SDS)

Socjaldemokraci
- Milan Brglez
- Matjaž Nemec, poseł do PE od 18 maja 2022

Lista Marjana Šarca
- Klemen Grošelj
- Irena Joveva

Nowa Słowenia
- Ljudmila Novak

Byli posłowie IX kadencji do PE
- Tanja Fajon (z listy SD), do 12 maja 2022